# Johann von Thielmann
Pour les articles homonymes, voir Thielmann.
Johann Adolf von Thielmann, né le 27 avril 1765 à Dresde dans l'électorat de Saxe et mort le 10 octobre 1824 à Coblence, est un militaire de l'armée saxonne, de l'armée impériale russe puis de l'armée prussienne qui combat dans les guerres de la Révolution et de l'Empire.

## Origines
Johann Adolph von Thielmann, né en 1765, élevé au rang de Freiherr (baron) en 1812, est le fils de Johann Friedrich von Thielmann (1705–1782), conseiller à la cour du prince-électeur de Saxe, et de Karoline Charlotte, née Seuffert (morte en 1795). De 1776 à 1779, il étudie au lycée de Saint-Afra à Meissen. En 1780, il entre en tant que junker au service du prince-électeur et, en 1782, devient enseigne dans l'armée saxonne, dans le régiment de chevau-légers Duc de Courlande à Grimma. En 1784, il est promu sous-lieutenant, et en 1791, lieutenant du nouveau régiment de hussards de Kölleda.

## Guerres dans l'armée saxonne
Il participe aux guerres de la Première Coalition contre la France révolutionnaire et, en 1798, est promu Stabsrittmeister (échelon inférieur à celui du Rittmeister, capitaine de cavalerie).
Pendant la guerre de la Quatrième Coalition, l'armée saxonne bat en retraite après la défaite de Saalfeld (10 octobre 1806). Thielmann combat du côté prussien à la bataille d'Iéna (14 octobre). Le 15 octobre, il fait partie d'une délégation envoyée à Napoléon : rempli d'admiration pour l'empereur français, il contribue à faire passer la Saxe dans l'alliance de la France.
Avec la dissolution du Saint-Empire, l’Électorat de Saxe est alors transformé en royaume de Saxe sous Frédéric-Auguste Ier et entre dans la confédération du Rhin sous tutelle française. En 1807, l'armée saxonne participe aux côtés des Français au siège de Dantzig, puis à la bataille de Friedland contre l'armée russe et les restes de l'armée prussienne.
Dans la guerre de la Cinquième Coalition en 1809, la Saxe est de nouveau alliée de la France contre l'empire d'Autriche. Thielmann participe aux opérations contre le corps autrichien du Feldmarschall-Leutnant Karl Friedrich am Ende (de) qui était entré en Saxe, puis contre le corps franc Schwarze Schar qui continue la lutte en Westphalie après la défaite autrichienne de Wagram.
L'historien militaire Guillaume de Vaudoncourt cite Thielmann comme un officier exemplaire pour ses missions de reconnaissance dans la campagne de 1809.
En 1810, Thielmann est promu Generalmajor (général de brigade). En 1812, il commande une brigade de cuirassiers dans le corps saxon de la Grande Armée pendant la campagne de Russie. Il combat à la bataille de la Moskova le 7 septembre, dans le corps de cavalerie du général Latour-Maubourg.
Sa conduite pendant cette campagne lui vaut le grade de Generalleutnant, le titre de baron et la croix de l'ordre militaire de Saint-Henri.

## Changement de camp à Torgau

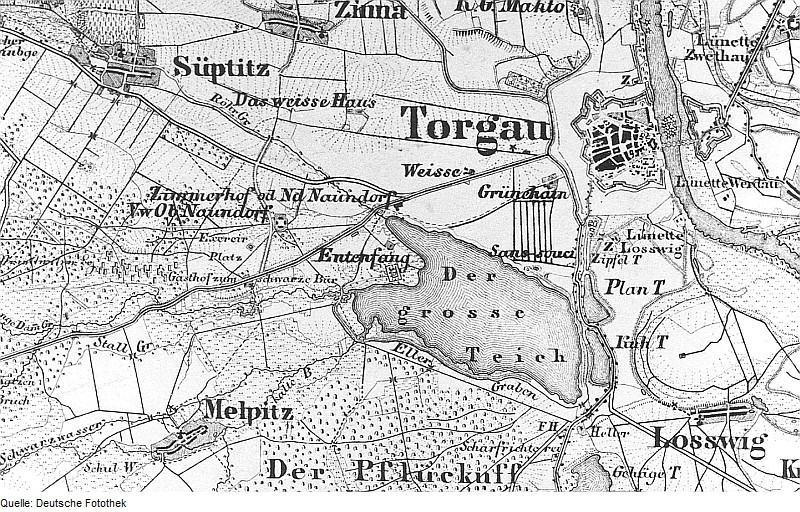
Plan de Torgau en 1849.

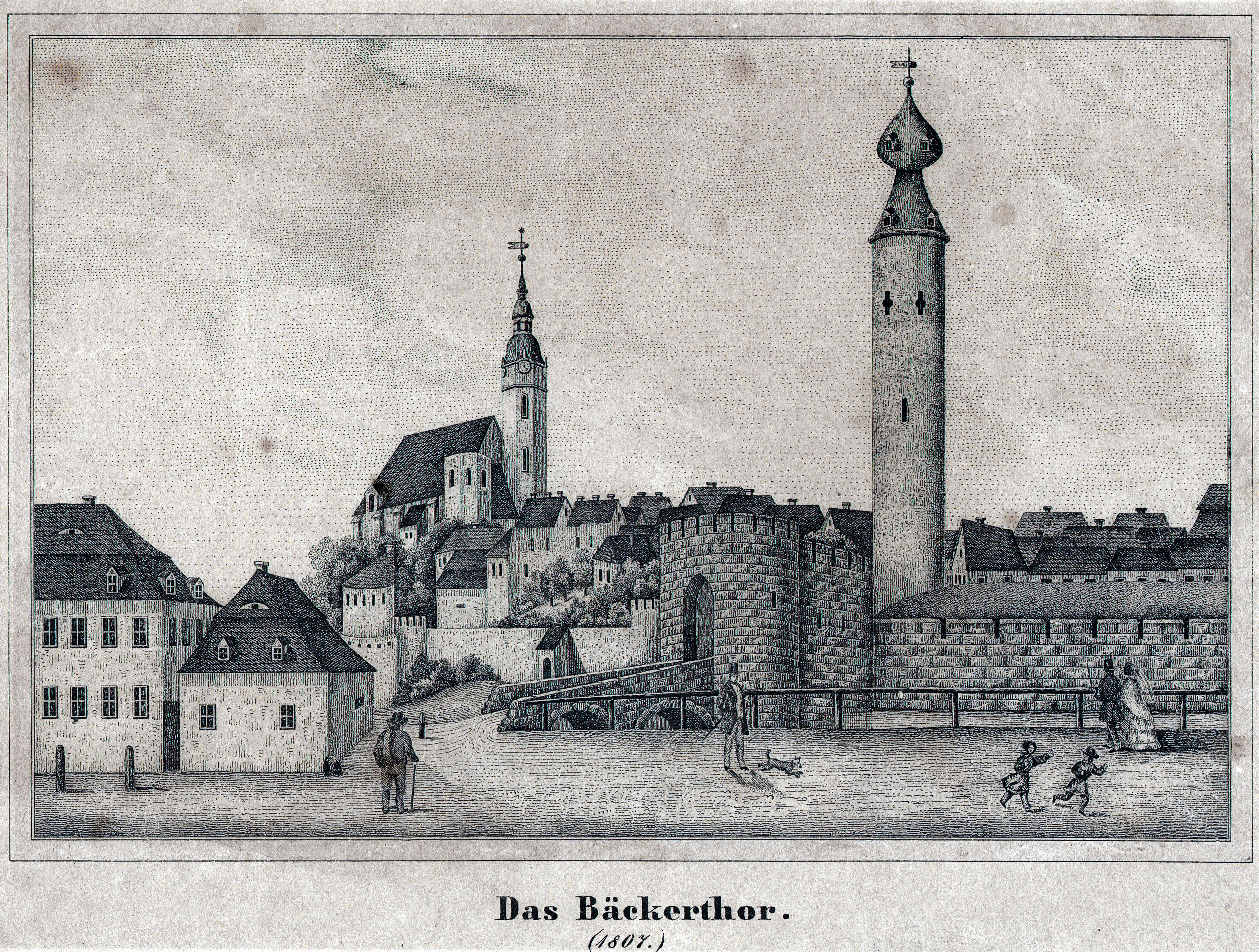
La Bäckertor à Torgau en 1807.

Le 26 février 1813, le roi Frédéric-Auguste confie à Thielmann la défense de la place de Torgau, sur l'Elbe, en lui ordonnant de garder une stricte neutralité entre les Français, dont la Grande Armée revient décimée de la retraite de Russie, et l'armée russe qui avance vers l'Allemagne.
Thielmann applique à la lettre cette consigne de neutralité. Le 9 mars, un corps français en retraite de 4 000 hommes se présente pour traverser le fleuve : il fait établir un pont de bateaux plutôt que de leur ouvrir le pont de la ville. Il refuse aussi d'admettre un régiment français venu de Wittenberg et qui devait renforcer sa garnison. Le 21 mars, il refuse d'appliquer un ordre du maréchal Davout qui voulait faire remplacer les troupes saxonnes de Torgau par des troupes françaises. Ce zèle lui vaut, les 8 avril, 19 avril et 3 mai, plusieurs lettres de félicitations de Frédéric-Auguste. Thielmann espère qu'après le roi de Prusse, qui déclare la guerre à Napoléon le 18 mars, le roi de Saxe et l'empereur d'Autriche vont se joindre au tsar de Russie dans la lutte pour la libération de l'Allemagne. Mais Napoléon, de retour en Allemagne avec une nouvelle armée, remporte la Bataille de Lützen le 2 mai 1813 sur les Russo-Prussiens.
Le 7 mai, le général français Reynier se présente devant Torgau avec 15 000 hommes, avant-garde de l'armée du maréchal Ney. Frédéric-Auguste, passant outre à l'avis de ses conseillers, choisit le camp des Français et envoie l'ordre de leur ouvrir la place de Torgau. Thielmann et son chef d'état-major Ernst Ludwig von Aster (de) décident alors de passer dans le camp du tsar Alexandre. Thielmann écrit :

« Torgau, le 10 mai 1813. Je suis destitué. Le roi de Saxe, sans en informer aucun de ses serviteurs, a signé de sa propre main sa paix avec les Français. S'il en avait encore été temps, vous auriez pu vous rendre dans cette forteresse en quelques heures et je vous l'aurais remise dans son état, mais je suis si bien encerclé que je ne puis rien faire. Si vous ne pouvez plus venir, tout est perdu, les généraux sont contre moi - J'abandonne tout, armée, patrie, pour me réfugier auprès de vous et mourir avec vous. Le ministre Senft, qui est banni, est aussi destitué. »
Thielmann confie la forteresse à son commandant en second qui se charge de la remettre au général Reynier. En partant, Thielmann laisse un dernier mot pour son roi :
« La forteresse de Torgau, que j'avais fidèlement gardée pour Votre Majesté, est livrée. Je mets aux pieds de Votre Majesté mes 32 ans de service comme dévoué sujet ».

## Guerres dans les armées russe et prussienne

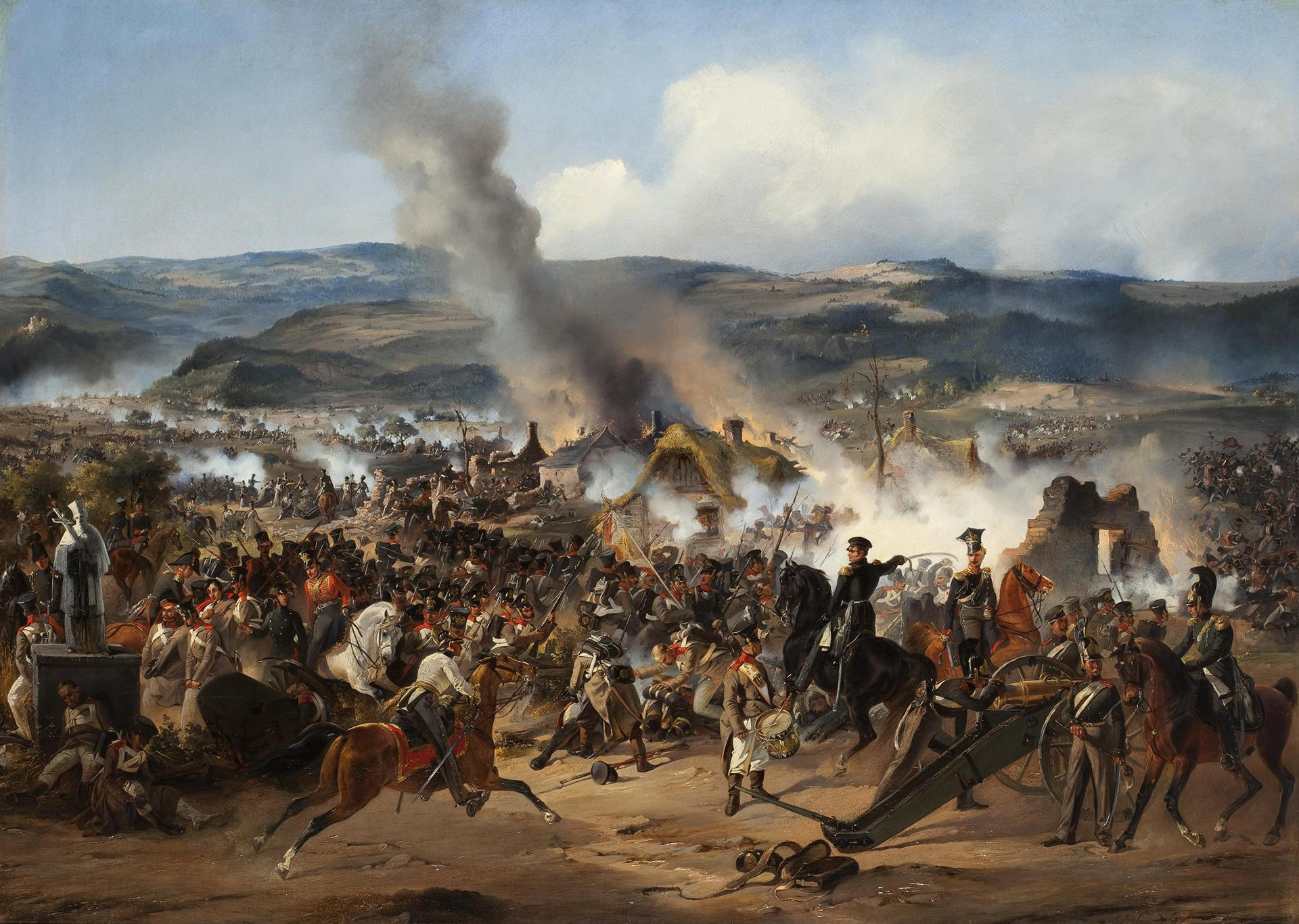
La bataille de Kulm, toile d'Alexandre von Kotzebue, 1843.

Thielmann participe du côté russe à la bataille de Kulm (30 août 1813) puis prend la tête d'un corps franc qui opère sur les arrières des Français dans la région de Naumburg et Weißenfels. Le tsar lui confère le grade de lieutenant-général de l'armée russe. Il livre plusieurs combats aux troupes françaises de Lefebvre-Desnouettes en septembre et Augereau en octobre.
L'historien militaire Maurice-Henri Weil résume la tactique appliquée par Thielmann pendant ses raids :

« Les partisans devaient être toujours prêts à combattre. Quand on bivouaquait le jour, on ne devait jamais desseller et panser que la moitié des chevaux ; pendant la nuit, les chevaux devaient être tous bridés et sellés. Aucune voiture à bagages, à l'exception de celle du prince Biron de Courlande, ne suivait les partisans. Pendant la marche, on évitait naturellement de suivre les grandes routes ; on observait en outre la discipline la plus sévère et personne n'avait le droit de mettre pied à terre (…) On devait éviter, et on évita en effet, les marches forcées qui épuisent rapidement les forces des hommes et des chevaux. La nourriture des hommes et le fourrage furent toujours fournis par les habitants, afin que le corps ait toujours ce qu'il lui fallait pour subvenir à ses besoins. On se fit toujours précéder par un petit détachement commandé par un officier intelligent et qu'accompagnaient le commissaire et les hommes de campement, de sorte que le corps, en arrivant au terme de sa marche, trouvait déjà tout préparé (…)  On remettait les malades et les blessés aux habitants, on échangeait contre les chevaux de prise les chevaux blessés, et l'on vendait ou l'on donnait aux habitants les chevaux ainsi réformés (…)
Dès que Thielmann était arrivé au point qu'il se proposait d'atteindre, il faisait partir des petits partis qu'il envoyait dans toutes les directions et qu'il détachait parfois pour plusieurs jours. Il avait de plus d'excellents espions et des émissaires habiles qui le tenaient au courant des mouvements de l'ennemi.
Il est vrai de dire que la tâche de Thielmann était singulièrement facilitée par sa connaissance profonde du pays dans lequel il opérait, et par l'accueil sympathique que lui faisaient partout des populations, lasses de supporter le joug de l'étranger et impatientes d'être enfin affranchies des horreurs de la guerre (…)
On voit donc que malgré la supériorité numérique de l'ennemi, et bien que le faible effectif de son détachement ne lui permît pas de tenter de grosses opérations, Thielmann réussit (…) à faire un tort immense à l'armée française, en l'obligeant, entre autres, à employer un assez grand nombre de troupes à l'escorte des moindres convois. »

Lors de la bataille de Leipzig, il sert dans l'armée de Bohême sous les ordres du maréchal autrichien Ignácz Gyulay, et participe aux combats de Lindenau puis à la poursuite de l'armée française en retraite ; il tente, sans succès, de leur couper la route. Le roi de Saxe ayant finalement rejoint la Sixième Coalition, Thielmann est chargé de réorganiser l'armée saxonne. En mars 1814, il commande un corps dans l'armée du Nord du prince Charles-Auguste de Saxe-Weimar-Eisenach qui opère aux Pays-Bas contre l'armée française du général Maison : il prend part à la bataille de Courtrai (31 mars 1814). L'abdication de Napoléon, le 2 avril, met fin aux hostilités.
Thielmann supporte mal l'inaction du temps de paix et lors du retour de Napoléon de l'île d'Elbe, il s'engage dans l'armée prussienne en avril 1815. Il reçoit le commandement du 3e corps prussien de l'armée de Basse-Rhénanie avec Carl von Clausewitz comme chef d'état-major. Il participe à la bataille de Ligny (16 juin 1815) face à Napoléon puis commande l'arrière-garde qui affronte les Français de Grouchy à la bataille de Wavre (18-19 juin 1815).
Après le retour de la paix, Thielmann reçoit un commandement à Münster en Westphalie puis à Coblence en Rhénanie où il meurt le 10 octobre 1824 des suites des lésions subies en Russie.

## Vie privée
Thielmann était franc-maçon, initié à Dresde dans la loge « Zu den drei Schwertern » (« Aux Trois Épées »).
Le 25 décembre 1791, il épouse  Wilhelmine von Charpentier (1772–1842), fille du géologue Johann Friedrich Wilhelm Toussaint von Charpentier. Ils ont 11 enfants dont :
- Franz (7 juin 1799 - 18.août 1868), officier de cavalerie
- Karl (4 septembre 1801 - 8 juin 1883), officier de cavalerie
- Julie (née le 1er février 1806), chanoinesse

Wilhelmine est la sœur de Juilie, qui a été fiancée au plus célèbre poète du premier romantisme allemand, Novalis (Friedrich von Hardenberg)

## Fiction
Le duo d'écrivains français Erckmann-Chatrian, dans le roman Histoire d’un conscrit de 1813 (1864), présente les souvenirs d'un vétéran de la Grande Armée. Celui-ci décrit Thielmann comme un chef de guérilla :
« Tous les soirs il fallait faire faction, à cause d'un gueux nommé Thielmann qui soulevait les paysans contre nous ; il nous suivait comme notre ombre, il nous observait de village en village, sur les hauteurs, sur les routes, dans le creux des vallons ; son armée, c'était tous ceux qui nous en voulaient ; il avait toujours assez de monde ».
Gérard Valin a mis en scène les relations entre les familles, Charpentier, Thilmann et Novalis dans sa pièce : "Novalis à Freiberg".